# Mark Blake (forfatter)
Mark Blake er en journalist og forfatter. Hans arbejde er blevet udgivet i et utal af aviser og musik- og livsstiltidsskrifter siden 1988, heriblandt Q, The Times, Mojo, og Music Week.